# Gheorghe Bilașcu
Gheorghe Bilașcu (n. 1863, Petrova, România – d. 1926, Cluj, România) a fost un medic stomatolog român, membru unei vechi familii greco-catolice din zonă. În 1919 a fost unul din fondatorii Universității de Medicină și Farmacie din Cluj. 

## Educație
Studiile liceale le-a efectuat în Vișeu de Sus, după care a urmat cursurile Universității din Budapesta, unde a rămas și a profesat în mai multe ramuri ale medicinei până la dezmembrarea Austro-Ungariei.

## Activitate
În casa sa din Budapesta a găzduit numeroși reprezentanți ai elitei transilvănene din Belle Époque, printre care episcopul român unit de Gherla, Dr. Vasile Hossu, un apropiat al premierului István Tisza al Ungariei de atunci.
Gheorghe Bilașcu a pus bazele învățământului superior de stomatologie în Cluj și în țară. Împreună cu Dimitrie D. Niculescu, a înființat Asociația Medicilor Stomatologi din România. A organizat primul Congres al Doctorilor Dentiști din România, iar în 1923 a fondat Revista de Stomatologie, în ediție bilingvă română-maghiară. Pe 26 decembrie 1919, Consiliul Profesoral al Facultății de Medicină i-a aprobat introducerea unui curs teoretic obligatoriu de stomatologie în curricula studenților la medicină din anul IV, urmat de introducerea unui stagiu practic, în timp ce Bilașcu a întocmit și programa unui curs de specializare în stomatologie pentru medici.